# Jack Palance
Jack Palance, właśc. Volodymyr Palahniuk (ur. 18 lutego 1919 w Hazle Township, zm. 10 listopada 2006 w Montecito) – amerykański aktor pochodzenia ukraińskiego.

## Życiorys

### Młodość
Urodził się w sekcji Census-designated place Lattimer w Hazle Township w stanie Pensylwania jako jedno z pięciorga dzieci, syn Anny Gramiak i Ivana Palahniuka, który był górnikiem. Jego rodzice byli ukraińskimi imigrantami; jego ojciec urodził się w wiosce Iwanie Złote na zachodniej Ukrainie, a matka pochodziła z okolic Lwowa. Uczęszczał na University of North Carolina at Chapel Hill.
Pracował jako górnik węgla i radio-mechanik. Uprawiał zawodowo boks pod koniec lat 30., jednak w trakcie wojny porzucił to zajęcie i został pilotem bombowca B-24. Podczas szkoleniowego lotu w Arizonie, samolot został rozbity, w wyniku czego Jack doznał obrażeń twarzy i wymagał operacji plastycznej. Po wojnie, studiował na wydziale dramatu na Uniwersytecie Stanforda. W czasie studiów pracował krótko jako kucharz, kelner, ratownik w Jones Beach State Park i model.

### Kariera
Po ukończeniu studiów, w 1947 niemal natychmiast zadebiutował na Broadwayu w roli rosyjskiego żołnierza w spektaklu Rzeka dwóch serc autorstwa Ernesta Hemingwaya. W 1948 roku zastąpił Marlona Brando w roli Stanleya Kowalskiego w broadwayowskiej produkcji Tennessee Williamsa Tramwaj zwany pożądaniem, co zwróciło na niego uwagę reżysera Elii Kazana, który powierzył mu rolę Blackiego w dreszczowcu Panika na ulicach (Panic in the Streets, 1950) u boku Richarda Widmarka.
Zasłynął rolami w Sudden Fear (1952) oraz w klasycznym westernie Jeździec znikąd (1953), za które w 1953 i w 1954 otrzymał nominacje do Oscara dla najlepszego aktora drugoplanowego. Niezapomniana pozostanie bardzo wyrazista rola porucznika Joe Costy w dramacie wojennym Roberta Aldricha z 1956 Atak. W latach 50. i 60. grał charakterystyczne role złoczyńców, w tym Kuby Rozpruwacza, Attyli czy Fidela Castro.
30 marca 1992 roku w Dorothy Chandler Papillon w Kalifornii, podczas gdy uhonorowano go Nagrodą Akademii Filmowej za drugoplanową rolę w komedii Sułtani westernu (City Slickers, 1991), zaskoczył publiczność podczas ceremonii, pokazując swój fizyczny wigor. Wykonał na scenie kilkanaście pompek (także na jednej ręce), mimo że w tym czasie miał 73 lata. Wydarzenie to przeszło do historii kina, wielokrotnie nawiązywano doń i parodiowano je.
21 kwietnia 1949 ożenił się z Virginią Baker, z którą miał trzy córki: Holly (ur. 5 sierpnia 1950), Brooke (ur. 9 lutego 1952) i Cody (ur. 1955, zm. 1998). 5 czerwca 1968 rozwiódł się. 6 maja 1987 poślubił Elaine Rochelle Rogers.
Zmarł 10 listopada 2006 w Montecito w Kalifornii w wieku 87 lat.

## Filmografia
- Panika na ulicach (1950) jako Blackie
- Przeklęte wzgórza (1950) jako Pigeon Lane
- Sudden Fear (1952) jako Lester Blaine
- Jeździec znikąd (1953) jako Jack Wilson
- Srebrny kielich (1954) jako Mag Simon
- Wielki nóż (1955) jako Charles Castle
- Atak (1956) jako porucznik Joe Costa
- Sąd ostateczny (1961) jako Matteoni
- Barabasz (1961) jako Torvard
- Pogarda (1963) jako Jeremy Prokosch
- Zawodowcy (1966) jako Jesus Raza
- Zawodowiec (1968) jako Ricciolo
- Che! (1969) jako Fidel Castro
- Jeźdźcy (1971) jako Tursen
- To się da zrobić, amigo (1972) jako Sonny Bronston
- Chato (1972) jako kpt. Quincey Whitmore
- Taka była Oklahoma (1973) jako Hellman
- Bram Stoker’s Dracula (1974) jako Dracula
- Mściwy sokół (1980; inny polski tytuł – Mściwy jastrząb) jako Voltan
- Gor (1987) jako Xenos
- Bagdad Café (1987) jako Rudi Cox
- Alone in the Dark (1982) jako Frank Hawkes
- Młode strzelby (1988) jako Lawrence G. Murphy
- Outlaw of Gor (1989) jako Xenos
- Batman (1989) jako Carl Grissom
- Tango i Cash (1989) jako Yves Perret
- Sułtani westernu (1991; inny polski tytuł – Złoto dla naiwnych) jako Curly Washburn
- Cyborg 2: Szklany cień (1993) jako Mercy
- Złoto dla naiwnych (1994; inny polski tytuł Złoto dla naiwnych II lub Złoto dla naiwnych: Z powrotem w siodle) jako Curly Washburn
- Gliniarze i Robbersonowie (1994; inny polski tytuł – Gliniarz w rodzinie) jako Jake Stone
- Dziewczyny z Dzikiego Zachodu (1995) jako Bartle Bone
- Noc Bożego Narodzenia (1997) jako Ebenezer Scrooge
- Marco Polo (1998) jako Belzebub
- Wyspa skarbów (1999) jako John Silver
- Rozmowy z zaświatami (2002; inny polski tytuł – Głosy z zaświatów) jako Allan Van Praagh

## Nagrody
- Nagroda Akademii Filmowej 1992: Sułtani westernu (Złoto dla naiwnych, 1991) – najlepszy aktor drugoplanowy
- Złoty Glob 1992: Sułtani westernu (Złoto dla naiwnych, 1991) – najlepszy aktor drugoplanowy[10]